# Suzhou (Anhui)
Suzhou is een stad in de gelijknamige prefectuur in de oostelijke provincie Anhui, Volksrepubliek China. Bij de volkstelling van 2020 had de stad 920.722 inwoners, de prefectuur had 5.324.476 inwoners.